# Sidsel Mørck
Sidsel Mørck (28 novembre 1937 – 5 mars 2024) est une poète, romancière et chroniqueuse norvégienne. Elle reçoit le prix honorifique Fritt Ord et le prix Ossietzky.

## Jeunesse
Née à Oslo le 28 novembre 1937, Mørck grandit à Sandefjord, en Norvège. Pendant dix ans, de 1968 à 1978, elle vit dans la zone industrielle de Norsk Hydro à Porsgrunn, ce qui déclenche son engagement en faveur de la protection de l'environnement.
Son beau-père, Dimitri Dimitrievich Koloboff, qu'elle appelait papa, arrive en Norvège depuis la Russie en 1920. Son voyage est le sujet du livre de Mørck, Pappa – a Russian refugee, publié en 2010.
Mørck est décédée le 5 mars 2024, à l'âge de 86 ans.

## Carrière
Mørck fait ses débuts littéraires en 1967 avec le recueil de poésie Et ødselt sekund. Elle publie d'autres recueils de poésie : Dager kan vokse de 1969, Apropos (1970), Først var det små rom (1971), I forhold til (1973), En mykere morgen (1977), Byliv (1980) et Hver eneste natt de 1990.
Ses recueils de chansons et de poésie pour enfants comprennent Erta, berta sukkererta de 1978, Sur og blid-vers (1987), På tvers-vers (1993) et Hit og dit-vers (2002). Au total, elle publie plus de 30 romans, nouvelles et recueils de poèmes pour adultes et enfants. En tant que militante, elle écrit plus de 120 articles sur des questions sociales, notamment la protection de l'environnement et la pollution industrielle, et donne un certain nombre de conférences.
En 2013, Mørck reçoit le prix Ossietzky, en reconnaissance de son fort engagement social, notamment dans le domaine des affaires féminines, des rôles de genre et de la protection de l'environnement
Mørck siège au conseil d’administration du Prix Sophie, un prix international pour l’environnement et le développement décerné chaque année de 1998 à 2013.